# ألما إلدريدج
ألما إلدريدج هو سياسي أمريكي، ولد في 13 أكتوبر 1841، وتوفي في 22 فبراير 1925. نشط حزبياً في الحزب الجمهوري.